# Gehyra leopoldi
Gehyra leopoldi är en ödleart som beskrevs av  Leo Daniël Brongersma 1930. Gehyra leopoldi ingår i släktet Gehyra och familjen geckoödlor. Inga underarter finns listade i Catalogue of Life.